# Aventures fantastiques (collection)
Pour les articles homonymes, voir Aventures fantastiques.
Aventures fantastiques est une collection éditée par les éditions Opta.
Débutée en 1968, elle comporte comporte trente-deux volumes brochés imprimés à tirage limité. Le dernier volume est paru en 1986. Chaque volume comporte de un à trois récits.
Elle a été créée dans le même esprit que la collection du Club du livre d'anticipation (C.L.A.) ou celle du Club du livre policier.
1. Maurice Leblanc : Le Formidable Événement / Les Trois Yeux
2. Bram Stoker : Dracula
3. Gaston Leroux : La Poupée sanglante / La Machine à assassiner
4. Michael Moorcock : Elric le nécromancien
5. Fritz Leiber : Le Cycle des épées
6. William Hope Hodgson : Les Canots du "Glen Carrig" / La Maison au bord du monde / Les Pirates fantômes
7. Abraham Merritt : Les Habitants du mirage / Sept pas vers Satan
8. Norvell W. Page : Les Vents de flamme / Les Fils du Dieu Ours
9. Fritz Leiber : Le Livre de Lankhmar
10. Thomas Burnett Swann : La Forêt de l'éternité / Au temps du Minotaure
11. Michael Moorcock : Corum
12. Robert Bloch : Contes de terreur
13. Michael Moorcock : Elric des dragons
14. John Norman : Le Tarnier de Gor / Le Banni de Gor
15. Fletcher Pratt : L'Étoile d'azur
16. Ursula K. Le Guin : Le Sorcier de Terremer
17. Ursula K. Le Guin : Les Tombeaux d'Atuan
18. Ursula K. Le Guin : L'Ultime Rivage
19. William Hope Hodgson : Le Pays de la nuit
20. John Norman : Les Prêtres-rois de Gor / Les Nomades de Gor
21. John Norman : Les Assassins de Gor
22. John Norman : Les Pirates de Gor
23. Thomas Burnett Swann : Les Dieux demeurent / La Forêt d'Envers-monde
24. John Norman : Les Esclaves de Gor
25. John Norman : Les Chasseurs de Gor
26. John Norman : Les Maraudeurs de Gor
27. John Norman : Les Tribus de Gor
28. John Norman : La Captive de Gor
29. John Norman : Les Monstres de Gor
30. John Norman : Les Explorateurs de Gor
31. John Norman : Le Champion de Gor
32. John Norman : Le Forban de Gor